# Gyrophaena strictula
Gyrophaena strictula är en skalbaggsart som beskrevs av Wilhelm Ferdinand Erichson 1839. Gyrophaena strictula ingår i släktet Gyrophaena, och familjen kortvingar. Arten är reproducerande i Sverige.